# Schwabenspiegel

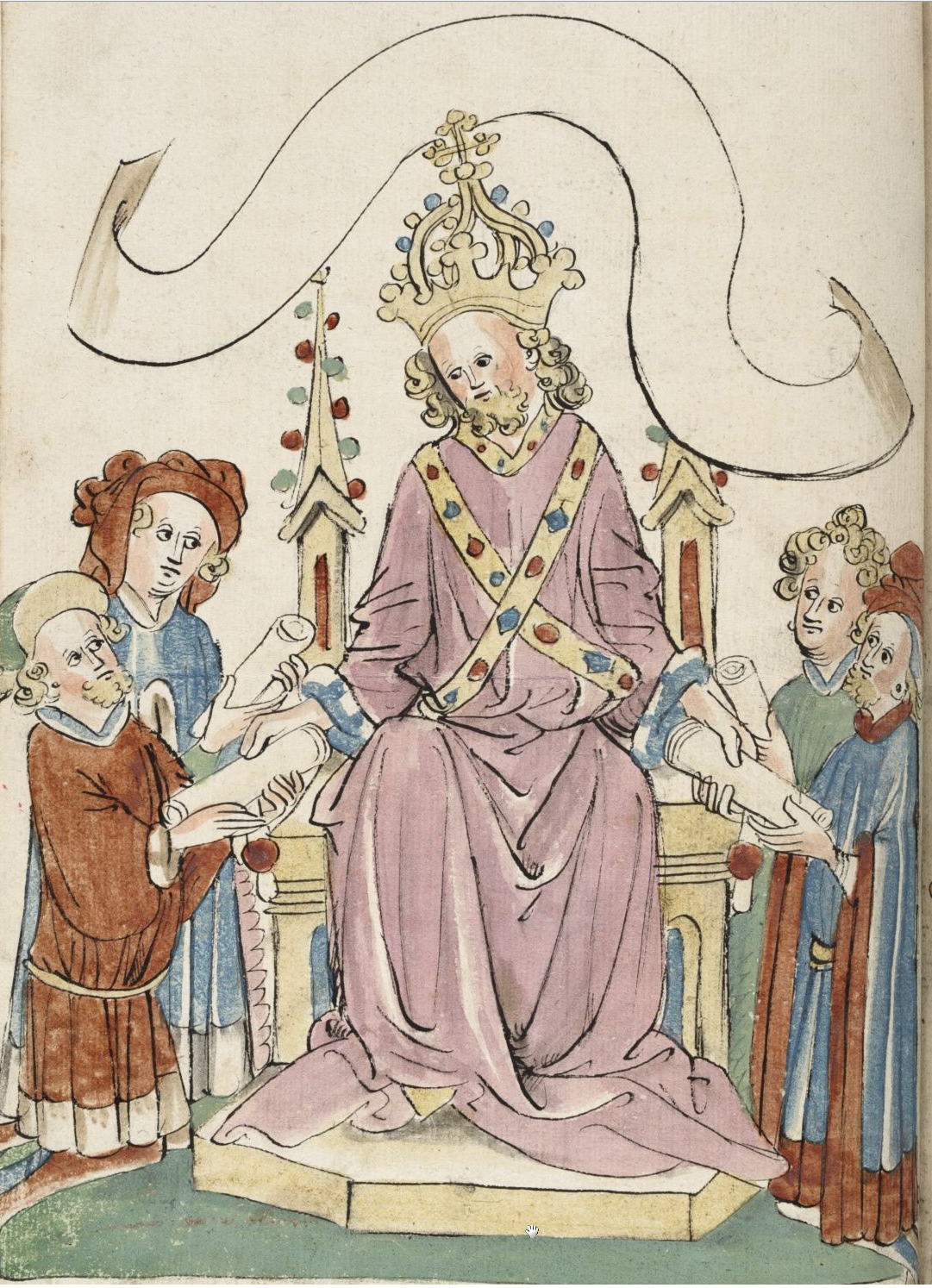
Karl der Große als Gesetzgeber des Schwabenspiegels, MS Bruxellensis 14689-91, fol. 95v

Der Schwabenspiegel ist ein um 1275 entstandenes Rechtsbuch für das außersächsische Deutschland von einem unbekannten Augsburger Franziskaner.
Er befasst sich in der mittelalterlichen Form eines Spiegels, spezifischer eines Rechtsspiegels, vornehmlich mit dem Land- und Lehnsrecht (auch Kaiserrecht). Der Schwabenspiegel geht auf Quellen aus der Bibel, römisches und Kanonisches Recht sowie auf Reichsgesetze zurück und lehnt sich an Sachsenspiegel und Deutschenspiegel an. Im Landrechtsteil werden in bunter Mischung vornehmlich erb-, familien- und schadensersatzrechtliche Fragen und das Gerichtsverfahren geregelt, aber auch Bestimmungen zur Königswahl und den Hoftagen getroffen. Im Schwabenspiegel befindet sich in einem längeren Kapitel auch das für Juden geltende Sonderrecht, unter anderem der Judeneid, die Schirmherrschaft des Königs über die Juden, das Verbot der Gewaltanwendung gegen Juden und das sogenannte Hehlerprivileg. Aus dem Kanonischen Recht stammen das Verbot von Mischehen, die Begünstigung der Bekehrung und besondere Bekleidungsvorschriften.
Der Titel Schwabenspiegel für das Rechtsbuch wurde von dem Schweizer Späthumanisten Melchior Goldast erst im frühen 17. Jahrhundert geprägt.